# Stingray (Flugzeug)
Der Stingray ist eine der Form eines Stachelrochens nachempfundene Mischung aus Zeppelin und Flugzeug, die sich des Nurflüglerprinzips – ähnlich wie der Tarnkappenbomber Northrop B-2 der USA – bedient. Zugleich handelt es sich beim Stingray um das erste pneumatische Flugzeug der Welt. Entwickelt wurde es von Andreas Reinhard und seiner Schweizer Firma Prospective Concepts AG.

## Prototyp
Der Tragflügel ist aus Textilgewebe und erhält sein Profil durch einen leichten Überdruck der Luft im Flügel. Beim Prototyp wiegt der Flügel nur 80 kg, ist 2,20 m dick und erreicht eine Spannweite von 13 m. Das ganze Flugzeug ist 9,40 m lang. Unter dem Flügel befindet sich eine Kabine mit Platz für zwei Personen, den Motor und die Steuerung. Das Startgewicht beträgt etwa 1 Tonne.
Der Prototyp hat in den Jahren 1995 bis 2000 über 300 Flüge absolviert. Dabei erreichte er eine Geschwindigkeit von 130 km/h und eine Flughöhe von 2500 m. Er verblieb danach auf dem Flugplatz St. Stephan bei Lenk.

## Ziel
Als Ziel ist ein Stingray geplant, der bis 14 Personen transportieren kann. Der Luft im Flügel wird dann Helium beigemischt. Anstatt von einem Flugplatz kann das Flugzeug auch mit einem pneumatischen Teleskopzylinder aus dem Stand heraus starten, ähnlich einem Katapult.